# 坂本貞雄
坂本 貞雄（さかもと さだお、1918年（大正7年）2月10日 - 2012年（平成24年）2月18日）は日本の政治家。東京都三鷹市長。革新市長会参与。

## 来歴
山形県新庄市出身。高等小学校卒業後、1955年から三鷹市議を4期務め、1959年から62年までは同市議会副議長に就任。1975年の三鷹市長選に日本社会党公認で出馬し、保守系無所属の指田正治、革新系無所属の寒川道夫をやぶり初当選を果たす。
その後、市長を4期務め、1991年に引退を表明する。
2012年2月18日に脳梗塞のため死去、94歳没。死没日をもって従四位に叙される。

## 栄典
- 藍綬褒章（1983年）
- 勲三等瑞宝章（1992年）
- 従四位（2012年）